# ウエマツヨシキ
ウエマツ ヨシキ（植松 義貴、1973年5月5日 - ）は、香川県高松市出身の演出家、映画監督。
UBURU（株式会社アブル）の代表取締役である。明治学院大学法学部法律学科卒業。

## 主な作品

### 映画・ドラマ

#### 監督
- 『超絶☆学園〜未来へのSTEP〜』（2012年、東宝・エイベックス、主演：SUPER☆GiRLS）
- 『5んドラ』（2009年、NHK）第1話 - 第5話
平成21年度ヤングクリエーター賞 受賞作品
- 『Walk with her』（2008年）　　　
第7回アシアナ国際短編映画祭 ノミネート
第5回CON-CANムービーフェスティバル 視聴者賞受賞
ショートショートフィルムフェスティバル2008 ノミネート
- 『全国高等学校クイズ選手権|高校生クイズ青春白書』（2008年、日本テレビ）第1話 - 第7話
- 『脱出〜escape〜』（2007年）
ショートショートフィルムフェスティバル2007 ノミネート
- 『銀座ぐらん堂、送別会』（2006年、テレビ東京）

### テレビ

#### 企画制作/総合演出/プロデューサー
- 『命の番人！捜索救助スペシャリスト2４時』（テレビ東京）
- 『ジツハなジツワ』（フジテレビ）
- ザ・ノンフィクション『東京でビッグになりたい～所持金１０万円の上京ホームレス～』[1]（フジテレビ）
- 日曜THEリアル『ドン底人生脱出大作戦！！」[2]（フジテレビ）
- 日曜THEリアル『もう一度 家族になりたい！」[3]（フジテレビ）
- ザ・ノンフィクション『 もう一度 お父さんに逢いたい ～ホストの僕とフィリピンパブ嬢の母～』[4]（フジテレビ）
- 『どうしてこうなった？ドン底人生からの救出SP』（テレビ東京）
- 金曜プレミアム『今日、刑務所を出ます。～やり直したいオンナたち～』[5]（フジテレビ）
- プレミアの巣窟特別編『サザエさんをリアルにつくってみた』（フジテレビ）
- 『突撃！しあわせ買取隊』（テレビ東京）
- 『あなたの家にもお宝が！突撃！しあわせ買取隊』（テレビ東京）
- ザ・ノンフィクション『塀の中のオンナたち　～新人刑務官物語～』（フジテレビ）
- 日曜ビッグバラエティ『あなたのゴミがお宝に！平成のリサイクル24時』（テレビ東京）[6]
- 『島田秀平の恐怖世界』（BSジャパン・ひかりTV）[7]
- 『ダブルKENのぶらキュンナイト～魅惑の芸人街！三茶で美女と夜遊びナイトSP～』（フジテレビ）[8]
- 『ダブルKENのぶらキュンナイト～美女と夜遊び2016新春SP～』（フジテレビ）[9]
- 『島田秀平の事故物件×心霊スポット』（ひかりTV）[10]
- 『突然!!〇〇禁止生活～それって本当に必要ですか？～』（テレビ東京）
- 『閉店ガラガラにはまだ早い!!』（フジテレビ）
- 『ロッピングセレクション』（テレビ朝日系）
- 『カツサンド堂』（NHK）
- 『ありがとう45周年！みんなのサザエさん展開催記念　磯野家がやってくる！』（フジテレビ）
- 『ココロウゴーク』（フジテレビ）
- 『二都物語応援番組』（フジテレビ）
- 『ミエルミライ』（フジテレビ）
- 『サルのおてぽん』（フジテレビ）
- 『島田秀平の怪談奇談』（テレビ東京）
- 『白黒つけちゃうぞ!シロちゃんTV』（NHK）
- 『投稿!SUMO 頂王』（フジテレビ）
- 『考える。』（フジテレビ）
- 『もしも』（フジテレビ）
- 『ことわざリアル』（NHK）
- 『フェイク・ゲーム』（フジテレビ）
- TV☆Lab『キズナ検定』（BSフジ）
- TV☆Lab『キマズイ』（BSフジ）
- TV☆Lab『戦国料理道』（BSフジ）
- 『虎馬』（テレビ東京）
- TV☆Lab『時間買取人タイムバイヤー』（BSフジ）
- 『ナビットSHOP』（テレビ神奈川）

#### ディレクター
- 『大改造!!劇的ビフォーアフター』（朝日放送）
- 『徳光和夫の感動再会"逢いたい"』（TBS）
- 『ものまねバトル☆CLUB』（日本テレビ）
- 『ダウンタウンのガキの使いやあらへんで!!』 大晦日年越しスペシャル（日本テレビ）
- 『大笑点』（日本テレビ）

### 舞台・イベント

#### 演出
- 『島田秀平のお怪談巡り』主演：島田秀平
- 『堂本剛の独演会 第24回「小喜利の私」』（2012～2015年）　主演：堂本剛（KinKi Kids）
- 『超絶☆歌劇団』（2012年）　主演：SUPER☆GiRLS
- 『超絶☆夏まつり』（2012年）　主演：SUPER☆GiRLS
- 『こんなんやってみました。』（2008年）　主演：加藤成亮（NEWS）
- 『818』（2008年）　主演：安田章大（関ジャニ∞）
- 『まちマス』（2007年）　主演：増田貴久（NEWS）
- 『テゴラジ』（2007年）　主演：手越祐也（NEWS）

### DVD
- 『島田秀平の恐怖世界』〈恐怖編・怪奇編・絶叫編・心霊編〉（BSジャパン・ハピネット）
- 『島田秀平の事故物件×心霊スポット』〈壱〉〈弐〉（ひかりＴＶ・ハピネット）
- 『NMB48「僕らのユリイカ 通常版 Type-A」特典映像/小谷里歩 vs 月亭方正 へたれ返上対決<前編>』（AKS）
- 『NMB48「僕らのユリイカ 通常版 Type-A」特典映像/小谷里歩 vs 月亭方正 へたれ返上対決<後編>』（AKS）
- 『HKT48「スキ！スキ！スキップ！ Type-A」特典映像/東京修学旅行』（AKS）
- 『HKT48「スキ！スキ！スキップ！ Type-B」特典映像/博多観光案内』（AKS）
- 『SUPER☆GiRLS「超絶☆学園～未来へのSTEP～」』（ａｖｅｘ・東宝）
- 『島田秀平の怪談奇談』〈壱〉〈弐〉〈参〉〈四〉（テレビ東京・ハピネット）
- 『熱烈!!トラトーク』（ハピネット）

### その他
- 『Wiiの間ショッピング』（任天堂、Wii）
- 『エディオンの間』（任天堂、Wii）